# Dormilon à queue courte
Muscigralla brevicauda, Muscigralla · Moucherolle à queue courte
Ne doit pas être confondu avec Moucherolle à queue large.
Genre
Espèce
Statut de conservation UICN

 LC  : Préoccupation mineure
Le Dormilon à queue courte (Muscigralla brevicauda), aussi appelé Moucherolle à queue courte, est une espèce de passereau de la famille des Tyrannidae. C'est le seul représentant du genre Muscigralla,.

## Distribution
Cet oiseau vit du sud-ouest aride de l'Équateur à l'extrême nord du Chili ainsi que sur l'île Gorgona (Colombie),,.